# Касуми (1938)
Касуми (яп. 霞) — японский эскадренный миноносец времён Второй мировой войны, девятый эсминец типа Асасио. Название в переводе с японского на русский означает «лёгкий туман» или «дымка».
Заложен 1 декабря 1936 года на верфи Урага. Спущен 18 ноября 1937 года, вошёл в строй 28 июня 1938 года.

## Конструкция

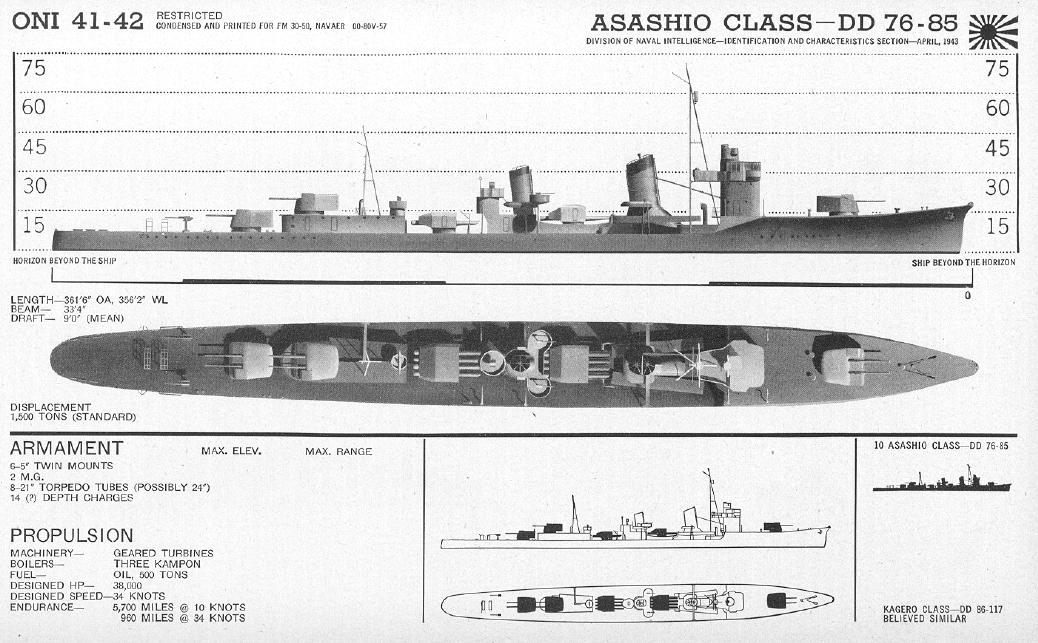
тип Асасио

Производство эсминцев данного проекта, так называемых «крейсерского» типа, было заказано в 1934 году. Они проектировались и строились после выхода Японии из договоров о ограничениях морских вооружений. За основу был взят проект эскадренных миноносцев типа «Сирацую» что давало остойчивость и прочность корпуса. Скорость и экономичность плавания должны были обеспечить два турбозубчатых агрегата, аналогичным как на типе «Фубуки», с общей мощностью в 50 тысяч л. с.. Увеличенные топливные цистерны позволили достичь дальность плавания в 10500 километров.
Огневую мощь обеспечивали:
- Три спаренные артиллерийские установки 127-мм/50 типа C, расположенных по линейно-возвышенной схеме (вторая АУ располагалась над кормовой надстройкой).
- Два спаренных зенитных автомата Тип 96, располагавшихся по бокам от второй трубы.
- Два счетверённых 610-мм торпедных аппарата Тип 92, с шестнадцатью торпедами типа 93.

## История
«Минэгумо» входил в состав 2-го дивизиона эсминцев 2-го Императорского флота Японии.

### 1941 год
До декабря 1941 года «Касуми» базировался на Итуруп, и входил в состав эскорта адмирала Тюити Нагумо. Основная задача — охрана танкеров и сопровождение ударных группировок. 24 декабря перебазирован на Куре.

### 1942 год
В январе — феврале 1942 года поддержка авианосцев «Сёкаку» и «Дзуйкаку» при авиабомбардировке Рабаула.
19 февраля прикрывал с моря авиаудар по Дарвину.
В конец февраля — начало марта — патрулирование Индийского океана к югу от острова Ява.
Март — апрель эскортирование авианосцев для нанесения авиаударов по городам Коломбо и Тринкомали острова Цейлон.
В июне сопровождение судов поддержки и обеспечения задействованных в битве за Мидуэй. После — совместный поход с крейсерами «Кумано» и «Судзуя» к Куре.
5 июля во время сопровождения авианосца Chiyoda (千代田號航空母艦) к острову Кыска в 7 морских милях к востоку от острова 52°00′ с. ш. 177°40′ в. д., «Касуми» был атакован с подводной лодки USS Growler (SS-215). Ремонт в Японии продлился до 30 июня 1943 года.

### 1943 год
С 1 сентября 1943 года «Касуми» перечислен в состав 9-го дивизиона эсминцев 5-го Императорского флота Японии с базированием на острова Парамушир и Шумшу. Вплоть до декабря 1943 года выполнение эскортных и транспортных операций. С 22 декабря начало докования в Майдзуру.

### 1944 год
Ремонт продлился до 18 января 1944 года. Во время ремонта была убрана башня № 2 со 127-мм пушками, а спаренные зенитные орудия заменены на строенные, и ещё два строенных зенитных орудия были размещены на платформе перед мостиком.
С 24 по 25 октября участие в бою в заливе Лейте и в битве в проливе Суригао
5 ноября на «Касуми» спасли выживших с «Нати» в бухте Манилаи доставили их в Ормок. До декабря — сопровождение кораблей из Сингапура в Мако на Тайване, и из Мако в Камрань.

### 1945 год
6 апреля сопровождение линкора «Ямато» для атаки на Окинаву (операция Тэн-го).
7 апреля в результате нападений американской авиации «Касуми» было нарушено рулевое управление и потеряно 17 человек убитыми. Выжившие были переправлены на эсминец «Фуюдзуки». Сам «Касуми» был затоплен двумя торпедами, в 150 милях к юго-западу от Нагасаки 31°00′ с. ш. 128°00′ в. д..
10 мая 1945 года исключен из списка Императорского военно-морского флота Японии.